# Ruthie Henshall
Valentine Ruth Henshall (Bromley, 7 de març de 1967), més coneguda com a Ruthie Henshall, és una cantant, ballarina i actriu anglesa coneguda sobretot pel seu treball al teatre musical. Henshall estudià al Laine Theatre Arts d'Epsom, Surrey, abans de debutar professionalment el 1986. La seva incorporació el 1987 a la producció de Cats marcà el seu debut al West End.

## Vida personal
Ruthie Henshall va néixer a Bromley, al sud-est de Londres. El seu pare David era periodista, sent l'editor del East Anglian Daily Times, un diari de Suffolk. La primera ambició de Ruthie Henshall era ser ballarina de ballet, però li mancava el físic necessari. La seva germana Noel va morir el 2007 a causa d'una sobredosi mentre que vivia a San Francisco.
Durant algun temps Henshall sortí amb el Príncep Eduard, abans de prometre's amb l'actor John Gordon Sinclair. Quan Henshall agafà el paper de Velma Kelly a Chicago a Broadway, van deixar-ho, i posteriorment Henshall admetria que estava en un procés d'excés en la beguda i que arribà a considerar el suïcidi.
Llavors va conèixer a Tim Howar, actor i cantant del grup Van Tramp i company seu a l'adaptació del West End Peggy Sue Got Married. La parella es casà el 2004 i van tenir dos fills. Se separaren amistosament el 2009, divorciant-se el 2010.

### Carrera
Abans de debutar als escenaris amb només 19 anys, Ruthie Henshall estudià al Laine Theatre Arts d'Epsom, Surrey. El seu debut professional va ser a la Revista Cascade al West Cliff Theatre de Clacton-on-Sea. A finals de la dècada de 1980 i inicis de la de 1990 treballà en una producció en gira de A Chorus Line com a  Maggie . El seu debut al teatre del West End va ser poc després, quan va entrar a formar part del repartiment de Cats, apareixent com a Jemima, Demeter, Griddlebone i Grizabella.
El 1988, amb 21 anys, va ser triada per Miss Saigon per interpretar a Ellen' al Theatre Royal, Drury Lane. A continuació creà el paper d'Aphra a Children of Eden al Prince Edward Theatre. Durant l'estiu de 1989 treballà en obres de Shakespeare, Molière, així com al musical Valentine's Day, basat en l'obra You Can Never Tell de George Bernard Shaw.
El 1992, amb 25 anys, interpretà a Fantine a Les Misérables. El seu primer paper protagonista arribà al 1993 amb el traspàs a Londres de Crazy for You, que s'estrenà al Prince Edward Theatre; i la seva actuació li valgué la primera de les quatre nominacions als Premis Laurence Olivier. El 1995, Hensall protagonitzà She Loves Me, guanyant el Premi Olivier a Millor Actriu de Musical. Aquell mateix any realitzà un concert de cançons de Gershwin al Royal Festival Hall de Londres. A l'octubre tornà a interpretar el seu paper de Fantine al concert del 10è Aniversari de Les Misérables al Royal Albert Hall. El 1996 interpretà el paper de Nancy al revival de Cameron Mackintosh d'Oliver! al London Palladium. El 1997, Henshall creà el paper de Roxie Hart al traspàs al West End del revival de Broadway de Chicago. Per aquest paper rebé una nova nominació al Premi Olivier, que va anar a la seva companya de repartiment Ute Lemper.
Henshall va treballar a continuació a l'adaptació teatral de la pel·lícula de Francis Ford Coppola Peggy Sue Got Married, que s'estrenà a Londres el 2011 amb crítiques variades. Tot i que tancà després de només 8 setmanes, tornà a ser nominada a l'Oliver per la seva actuació.
Henshall també ha aparegut al Chichester Festival Theatre, ha fet gira pel Regne Unit amb l'espectacle The Magnificent Musicals, i actuà a Hey, Mr. Producer, una celebració dels treballs de Cameron Mackintosh. Entre els CDs que ha publicat en solitari estan The Ruthie Henshall Album, Pilgrim, i Love Is Here to Stay, una col·lecció de tonades de Gershwing. Va succeir a Maria Friedman en el paper de  Marian Halcombe  a The Woman in White d'Andrew Lloyd Webber entre juliol de 2005 i fins a febrer de 2006. Va interpretar el paper titular a Marguerite, un musical nou de Michel Legrand, Herbert Kretzmer, Alain Boublil i Claude-Michel Schönberg, que es representà només entre el 7 de maig i el 13 de setembre de 2008.
Els crèdits a Broadway de Henshall inclouen de Putting It Together de Stephen Sondheim, Chicago (tant com a Velma com a Roxie) i The Vagina Monologues. El 2000 aparegué a un episodi de titulat "Panic". El seu primer treball al cinema va ser una versió musical de A Christmas Carol, amb Kelsey Grammer, emesa per la NBC al novembre de 2004 i projectada als cinemes del Regne Unit. El gener del 2006 aparegué a la sèrie de la BBC The Sound of Musicals.
El 2008 i el 2009 Henshall aparegué com a jutge al show de la ITV1 Dancing On Ice. El seu nomenament causà alguna controvèrsia, car era l'únic jutge sense experiència en patinatge sobre gel. Henshall diria a Angela and Friends que s'alegrava d'haver sortit de Dancing On Ice. Va ser substituïda el 2010 per la "Baby Spice" Emma Bunton. L'estiu de 2009 realitzà dos concerts amb Kim Criswell titulats From Broadway to Hollywood al Cadogan Hall de Londres.
El 14 de desembre de 2009 tornà al seu paper de Roxie a Chicago al Cambridge Theatre de Londres, estant-se fins al 24 d'abril del 2010. Aquesta era la segona vegada en que Henshall interpretava a Londres el paper que havia creat el 1997. En una entrevista afirmà que se sentia més còmoda fent el paper llavors, quan ja en tenia 40. Afirmà que "qualsevol que faci el paper de 'Roxie' ha de tenir 40 anys, ha d'haver viscut i après". També interpretà el paper de Roxie a la companyia de Broadway de Chicago.
Al març del 2011, Henshall interpretà el paper d'Elvira al clàssic Blithe Spirit, al West End, després d'interpretar-lo en una gira pel Regne Unit.
El 2011 també aparegué a la comèdia de la HBO Curb Your Enthusiasm, emès el 14 d'agost, així com fent d'advocada a "The Case", un dramàtic sobre advocats emès per la BBC1.
Al febrer del 2012 s'anuncià que Hensall protagonitzaria una versió concert de Side By Side By Sondheim a Austràlia; així com que havia d'aparèixer un episodi de la 7a sèrie del programa Doctor Who. Al juny del 2012 s'anuncià que el llibre de Henshall, So You Want to Be in Musicals?, seria publicat l'11 de setembre als Estats Units i el 27 de setembre al Regne Unit.

## Filmografia
| Any  | Títol                | Paper         | Notes             |
| ---- | -------------------- | ------------- | ----------------- |
| 2000 | Law & Order          | P.K. Todd     | Episode: Panic    |
| 2011 | Curb Your Enthusiasm | Theater Actor | Episode: The Hero |
| 2011 | The Case             | Lawyer        |                   |
| 2012 | Doctor Who           | TBA           | TBA               |

## Teatre
- A Chorus Line (UK Tour, 1987) com Maggie
- Cats (Repartiment de Londres, 1987-1989) com Jemima, Demeter, Jellyorum, Griddlebone, Grizabella
- Bernadette (Àlbum conceptual, 1989)...Performer
- Miss Saigon (Repartiment original de Londres, 1989-1990) com Bar Girl, Ellen
- Children of Eden (Repartiment original de Londres, 1991) com Aphra
- Henry VIII (Chichester Festival Theater, 1991) com Lady in Waiting
- The Sisterhood (Repartiment de Chichester, 1991) com Martine
- Valentine's Day (Repartiment de Chichester, 1991) com Mabel
- Follow the Star (Chichester Festival Theater, 1991-1992) com Mary
- Les Misérables (Repartiment de Londres, 1992) com Fantine
- Godspell (repartiment d'estudi, 1993)...Performer
- Crazy for You (Repartiment original de Londres, 1993-1994) com Polly Baker
- She Loves Me (Revival de Londres 1994) com Amalia Balash
- Annie (repartiment d'estudi, 1995) Performer
- Miss Saigon (repartiment d'estudi, 1995) com Ellen
- Les Misérables (Concert de Londres, 1995) com Fantine
- Crazy for You (Producció de Toronto) com Polly Baker
- Oliver! (Repartiment de Londres, 1996) com Nancy
- Divorce Me, Darling! (Chichester Festival, 1997) com Polly Brockhurst
- Chicago (Londres i Broadway, 1998,1999, 2010) com Roxie Hart
- Ziegfeld Follies of 1936 (Concert de Nova York, 1999) Papers creats per Gertrude Niesen
- Chicago (Broadway, 1999) com Velma Kelly
- Putting It Together (Broadway, 1999) com The Younger Woman
- The Vagina Monologues (Producció original de l'Off-Broadway, 2000)...Performer
- Miss Saigon (Broadway),(31 de desembre de 2000-28 de gener de 2001) com Ellen
- Peggy Sue Got Married (producció original de Londres, 2001) com Peggy Sue
- The Vagina Monologues (Repartiment de Londres, 2001-2002)...Performer
- The Boy from Oz (New York Workshop, 2002) com Liza Minnelli
- Chicago (Repartiment de Londres, 2003) Velma Kelly
- Fosse (UK Tour, 2003)
- The Woman in White (Producció original de Londres, 2004-2005) com Marian
- The Other Woman (Ensemble Studio Theater, New York, 2006) com Emma
- Stairway to Paradise (City Center, New York, 2007)
- Marguerite (Producció original de Londres, 2008) com Marguerite
- Chicago (Cambridge Theatre, 2009) com Roxie Hart
- Blithe Spirit (Apollo Theatre, 2011) com Elvira
- Side By Side By Sondheim (Theatre Royal, Sydney, 2012) headliner[14][24]
- Guys and Dolls (Concert al Cadogan Hall, 2012) Adelaide